# Hyposoter neglectus
Hyposoter neglectus là một loài tò vò trong họ Ichneumonidae.